# Bahnhof Berlin Alt-Reinickendorf
Der Bahnhof Berlin Alt-Reinickendorf (ⓘ) ist ein S-Bahnhof im Berliner Ortsteil Reinickendorf des gleichnamigen Bezirks. Der an der Kremmener Bahn gelegene Haltepunkt wird von der Linie S25 der Berliner S-Bahn bedient.

## Lage und Aufbau
Der S-Bahnhof befindet sich östlich der Überführung über die Roedernallee am Streckenkilometer 6,1 der Kremmener Bahn. Der Zugang erfolgt über eine Stichstrecke dieser Straße von der Südseite aus. Der Bahnhof umfasst einen Mittelbahnsteig, wobei nur die südliche Bahnsteigkante bedient wird. Das zweigeschossige Empfangsgebäude befindet sich am Südwestende der Anlage. Die Architektur mit dem vorkragenden Walmdach und dem verzierten Gebälk soll die vormals ländliche Gegend betonen, in der sich dieser zum Eröffnungszeitpunkt befand. Das Gebäudeensemble aus S-Bahnsteig und Empfangsgebäude wird durch ein Beamtenwohnhaus an der Zufahrtsstraße ergänzt und steht unter Denkmalschutz.

## Geschichte
Der Bahnhof wurde zur Eröffnung der Kremmener Bahn am 1. Oktober 1893 in Betrieb genommen. Zur Unterscheidung vom Trennungsbahnhof Schönholz-Reinickendorf am Abzweig der Kremmener Bahn von der Nordbahn erhielt er den Namen Reinickendorf (Dorf). Die Anlage umfasste einen Bahnsteig an der vorerst eingleisigen Bahn sowie ein nebenstehendes Empfangsgebäude. Ab 1900 wurde die Bahn zweigleisig ausgebaut und auf einen Damm gelegt. Das Empfangsgebäude verlor dadurch seine Funktion, da die nötigen Einrichtungen zur Passagierabfertigung in der Unterführung zum Bahnhof eingerichtet wurden. 1911 wurde der Namenszusatz (Dorf) entfernt.
Ab dem 16. März hielten die ersten elektrischen Vorortzüge in Reinickendorf, aus ihnen ging am 1. Dezember 1930 die Berliner S-Bahn hervor.
Die Kremmener Bahn blieb nach dem Reichsbahnerstreik 1980 zunächst in Betrieb. Mit der Übernahme der West-Berliner S-Bahn durch die Berliner Verkehrsbetriebe am 9. Januar 1984 erfolgte die Stilllegung der S-Bahn in diesem Abschnitt. Die Wiedereröffnung erfolgte elf Jahre später zum 28. Mai 1995. Es wurde jedoch nur ein Gleis mit Stromschiene elektrifiziert, während das nördliche Gleis dem Güterverkehr vorbehalten ist. Für den Bahnhof Alt-Reinickendorf, wie er seit der Wiedereröffnung heißt, bedeutete dies die Abstufung zum Haltepunkt. Die S-Bahnen halten seitdem ausschließlich an der südlichen Bahnsteigkante, wohingegen die Güterzüge an der nördlichen Kante vorbeifahren.
Für den barrierefreien Zugang zum Bahnsteig ging am 17. Juni 2014 ein Aufzug in Betrieb.
Ein zusätzlicher Zugang verkürzt seit Ende 2024 den Weg zum nördlich gelegenen Industriegebiet. Hierzu wurde der Zugangstunnel nach Norden zur Flottenstraße durchgestochen. Im März 2019 ist die zugehörige Plangenehmigung durch das Eisenbahn-Bundesamt erteilt worden. Die Umsetzung war ursprünglich bereits bis Ende 2017 vorgesehen. Tatsächlich begannen die Bauarbeiten im April 2022, die für Frühjahr 2023 vorgesehene Fertigstellung verzögerte sich jedoch.

## Güterbahnhof

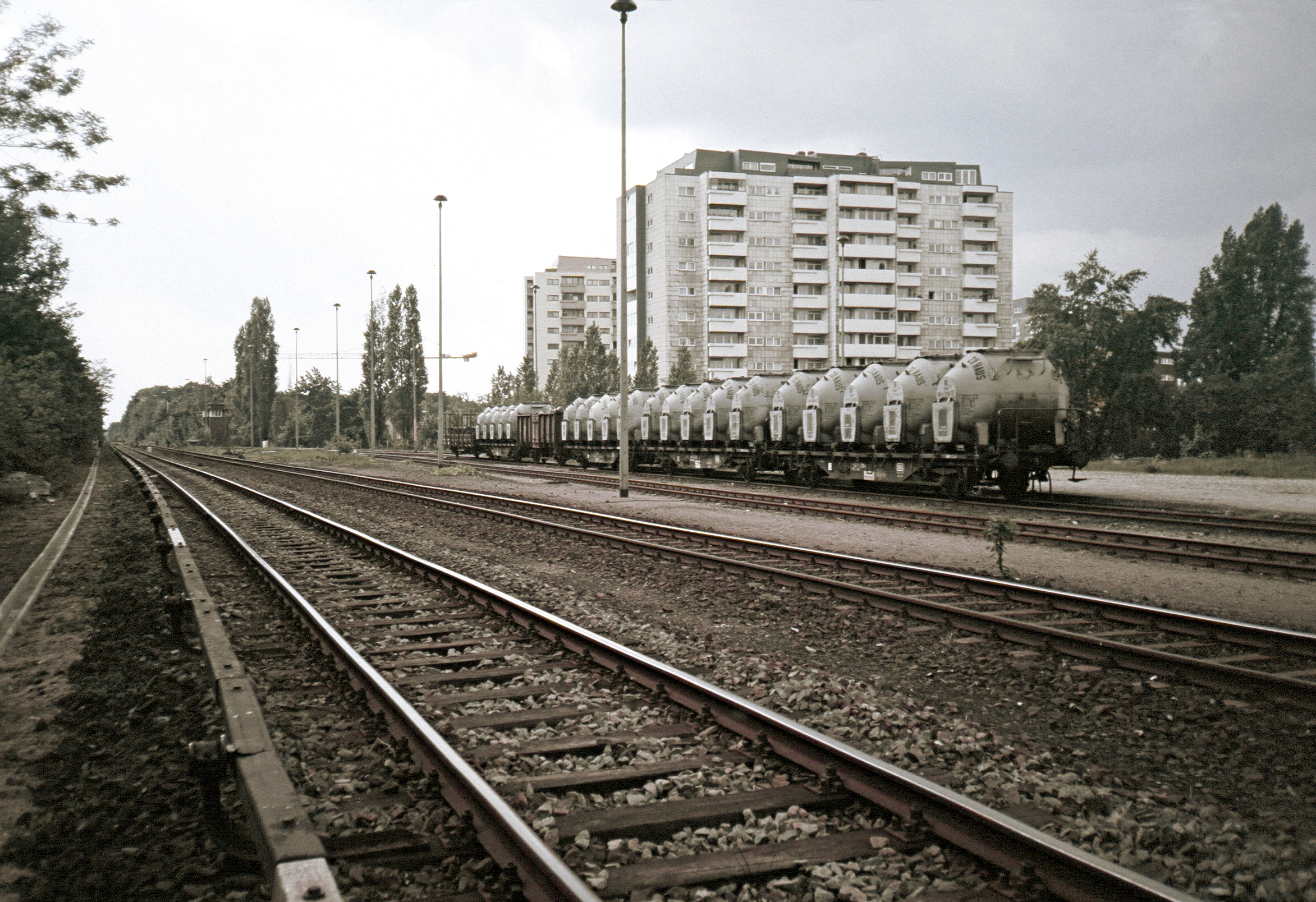
Güterbahnhof Reinickendorf, Blick Richtung Tegel, 1987

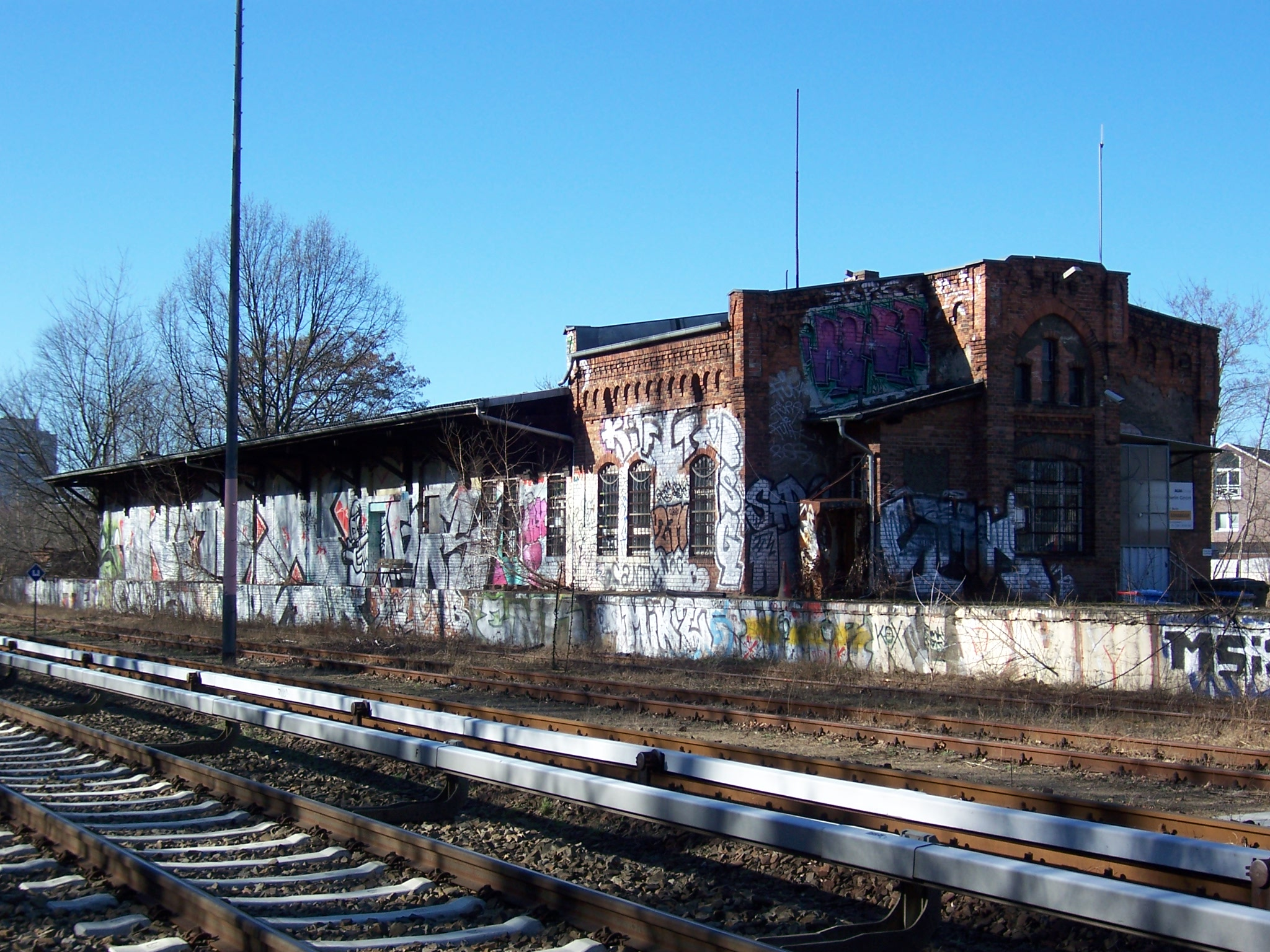
Güterschuppen, 2012

Unmittelbar westlich des S-Bahn-Haltepunkts schließt sich der Güterbahnhof Berlin-Reinickendorf als eigenständige Betriebsstelle an. In diese münden von Osten kommend das S-Bahn- und das Fernbahn-Gleis. Zwei der Gleise sind mit einer Stromschiene ausgerüstet, sodass dort Begegnungen von S-Bahn-Zügen stattfinden können. Nach Westen verlassen das Streckengleis in Richtung Berlin-Tegel die Betriebsstelle, welches bis dorthin für einen Gemeinschaftsbetrieb S-Bahn/Fernbahn ausgerüstet ist. Außerdem beginnt dort ein noch in Betrieb befindliches Anschlussgleis zum Industriegebiet Miraustraße. Alle weiteren Gleise und Einrichtungen des Güterbahnhofs sind abgebunden und außer Betrieb. Der Güterschuppen ist noch erhalten.
Im Jahr 2012 wurden die beiden mechanischen Stellwerke des Güterbahnhofs außer Betrieb genommen und durch ein Relaisstellwerk ersetzt. Dieses befindet sich in einem Container neben dem Stellwerksgebäude Rkd am Ostkopf des Bahnhofs. Das Gebäude des westlichen Wärterstellwerks Rwb ist seitdem ohne Funktion.
Beide Stellwerksgebäude sind vermutlich Typenentwürfe des Reichsbahnarchitekten Richard Brademann und stehen unter Denkmalschutz.

## Verkehr
Der S-Bahnhof Alt-Reinickendorf wird von der Linie S25, die zwischen Hennigsdorf und Teltow Stadt verkehrt, bedient. Es bestehen Umsteigemöglichkeiten zum Linienbusverkehr der Berliner Verkehrsbetriebe an zwei nahe gelegenen Haltestellen.
| Linie | Verlauf |
| ----- | --- |
|       | Hennigsdorf – Heiligensee – Schulzendorf – Tegel – Eichborndamm – Karl-Bonhoeffer-Nervenklinik – Alt-Reinickendorf – Schönholz – Wollankstraße – Bornholmer Straße – Gesundbrunnen – Humboldthain – Nordbahnhof – Oranienburger Straße – Friedrichstraße – Brandenburger Tor – Potsdamer Platz – Anhalter Bahnhof – Yorckstraße – Südkreuz – Priesterweg – Südende – Lankwitz – Lichterfelde Ost – Osdorfer Straße – Lichterfelde Süd – Teltow Stadt |